# Colobosauroides cearensis
Espèce
Colobosauroides cearensis est une espèce de sauriens de la famille des Gymnophthalmidae.

## Répartition
Cette espèce est endémique du Ceará du Brésil. Elle se rencontre dans la Serra de Baturité.

## Étymologie
Son nom d'espèce, composé de cear[a] et du suffixe latin -ensis, « qui vit dans, qui habite », lui a été donné en référence au lieu de sa découverte.

## Publication originale
- da Cunha, Lima-Verde & Lima, 1991 : Novo genero e especie de lagarto do Estado do Ceara (Lacertilia: Teiidae). Boletim Museu Paraense Emílio Goeldi, nova série Zoologia, vol. 7, no 2, p. 163-176.